# ایسان دی باسا
ایسان دی باسا (به اسپانیایی: Isún de Basa) یک منطقهٔ مسکونی در اسپانیا است که در استان اوئسکا واقع شده‌است. ایسان دی باسا ۳۴ نفر جمعیت دارد و ۹۵۰ متر بالاتر از سطح دریا واقع شده‌است.